# Solopaca Falanghina
Il Solopaca Falanghina è un vino DOC la cui produzione è consentita nella provincia di Benevento.

## Caratteristiche organolettiche
- colore: paglierino scarico.
- odore: vinoso, gradevole, fresco.
- sapore: asciutto, armonico, lievemente acidulo.

## Produzione
Provincia, stagione, volume in ettolitri
- Benevento  (1993/94)  516,06
- Benevento  (1994/95)  443,94
- Benevento  (1995/96)  635,04
- Benevento  (1996/97)  1081,11